# Cercle athlétique de Valence
Pour les articles homonymes, voir CAV.
Le Cercle Athlétique de Valence (CAV) est un club d'athlétisme situé à Valence dans la Drôme.
Il a été fondé en 1937.
Son siège social est au stade Georges-Pompidou.
Depuis 2004, il fait partie de l'Entente Athlétique Rhône-Vercors avec l'Union Sportive Athlétique de Chabeuil
Certains athlètes reconnus au niveau national sont passés par le club comme :
- Abdelhamid Sellami sur 10 000 m
- Audrey Hustache au saut en hauteur/épreuves combinées
- Laurent Delarbre au saut en hauteur
- Nadia Chelloul au 400 m